# 칼데아

기원전 1천년기 바빌로니아의 칼데아 부족들.

칼데아(Chaldea, /kælˈdiːə/)는 남부 메소포타미아의 습지에 위치했을 것으로 추정되는 지역이다. 이 지역은 신아시리아 쐐기 문자, 히브리어 성경, 고대 그리스 문헌에서 다양한 의미로 언급된다. 구약성경에서는  כשדים(카스딤)이라는 용어를 사용하며, 이는 70인역에서 칼데아로 번역되었다.
동셈어군을 사용하는 바빌로니아 왕국이 약해지던 시기에, 기원전 11세기에서 9세기 사이에 레반트에서 서셈어군을 사용하는 새로운 이주 부족들이 이 지역에 도착했다. 첫 이주민은 주로 수테아인과 아람인으로 구성되었으며, 약 한 세기 후 칼두족이 뒤를 이었다. 이들은 나중에 칼데아인 또는 칼데인으로 알려지게 되었다. 알자지라에 있던 아시리아는 이러한 침입을 격퇴하여 큰 영향을 받지 않았다.
이 유목민 칼데아인들은 바빌로니아의 남동쪽 끝자락, 주로 유프라테스강의 좌안에 정착했다. 짧은 기간 동안 이 이름이 히브리 문헌에서 남부 메소포타미아 전체를 일반적으로 지칭하기도 했지만, 이는 지리적, 역사적으로 잘못된 명칭이었다. 진정한 칼데아는 사실 유프라테스강과 티그리스강의 퇴적물로 형성된 남동쪽 끝자락의 평야에 불과했으며, 이 강을 따라 약 640 킬로미터 (400 mi) 뻗어 있었고 폭은 평균 약 160 km (100 mi)에 달했다.
기원전 626년부터 기원전 539년까지 칼데아 출신으로 추정되는 왕들이 바빌로니아를 통치했다.:178 이러한 까닭에 당시 바빌로니아를 다스리던 왕조를 "칼데아 왕조"라고 부르기도 한다. 이들은 신바빌로니아 제국 시기에 왕국을 전성기로 이끌었다. 다만 이들의 마지막 통치자 나보니두스(기원전 556년~539년)와 그 아들인 동시에 섭정인 벨사살은 아시리아인 혈통의 찬탈자였지만 말이다.
이름의 유사성에도 불구하고, 칼데아는 현대 칼데아 가톨릭교회 또는 그 신자들과 혼동되어서는 안 되는데, 그들은 주로 아시리아인이다. 아시리아 공동체 구성원들은 만다야교가 이 지역과 더 강한 연관성을 가지고 있으며, 칼데아 기원설은 아시리아 공동체 내에서 칼데아 민족주의가 부상할 무렵에 나타났다고 언급했다.

## 이름
'칼데아'라는 이름은 고대 그리스어 Khaldaía (Χαλδαία)의 번역이다. 이는 아카드어 māt Kaldu 또는 Kašdu의 그리스화이며, 근본적으로는 /kaɬdu/를 암시한다. 칼데아라는 용어는 구약 성경에 Kaśdim (כַּשְׂדִּים)으로 나타나며, 칼데아인들은 히브리어 Kaśdim (כַּשְׂדִּים)과 아람어 Kaśdā'in (כַּשְׂדָּאִין)으로 불린다.
창세기 22:22에 등장하는 아브라함의 형제 나홀의 아들이자 아람의 아버지인 케세드 혹은 게셋(כֶּשֶׂד, 재구성된 /kaɬd/)은 카스딤의 단수형일 수 있다. 성경은 그가 케무엘의 형제로 아람 나하라임에 거주했다고 기록한다. 희년서 11:7은 "케세드의 아들 우르가 우르-카스딤 성읍을 건설하고 자신의 이름을 따서 명명했다"고 주장한다.
유대인 역사가 플라비우스 요세푸스(37년경– 100c.)는 유대 고대사에서 아르박삿과 칼데아를 연결하며, "아르박삿은 아르박삿인의 어원이 되었으며, 이들은 지금 칼데아인이라고 불린다"고 기록한다. 움베르토 카수토는 "아르박삿"(ארפכשד)이라는 이름이 키르쿠크에서 따온 아랍차-케세드와 합성된 것일 수 있다고 제안한다.

## 영토

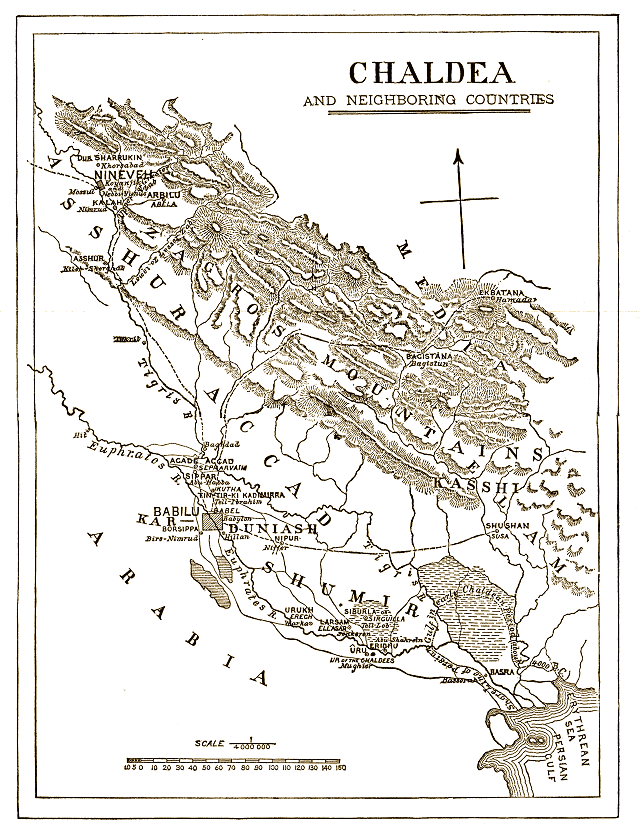
칼데아와 인접 국가들

초기 시대인 기원전 9세기 초에서 7세기 말 사이에, 마트 칼디는 남동부 바빌로니아의 신아시리아 제국(기원전 911년–605년) 지배하에 있던 작고 간헐적으로 독립적인 이주민 기반 영토의 이름으로, 페르시아만 서쪽 해안까지 뻗어 있었다.
마트 비트 야킨이라는 표현도 동의어로 사용되는 것으로 보인다. 비트 야킨은 칼데아 다섯 부족 중 가장 크고 강력한 부족의 이름이었으며, 그 영토를 의미하기도 했다.
비트 야킨의 원래 범위는 정확히 알려져 있지 않지만, 하류 티그리스강에서 아라비아반도까지 뻗어 있었다. 사르곤 2세는 이 지역이 딜문 또는 "해안 지역"(해안 동부 아라비아)까지 뻗어 있었다고 언급한다. "칼데아" 또는 마트 칼디는 일반적으로 티그리스강과 유프라테스강의 하구 주변의 낮고 습한 충적지를 지칭했으며, 당시에는 이 강들이 바다로 각각 다른 하구를 통해 물을 방류했다.
부족의 수도인 두르 야킨은 마르둑-아팔-이딘나 2세의 원래 거주지였다.
칼데아의 왕은 바빌로니아와 아시리아의 왕들이 각 수도인 바빌론이나 아수르의 왕으로 불렸던 것처럼 비트 야킨의 왕으로 불렸다. 마찬가지로 현재의 페르시아만은 때때로 "비트 야킨의 바다"로 불렸고, 때로는 "칼데아 땅의 바다"로 불렸다.
"칼데아"는 기원전 608년에서 557년 사이 칼데아인들의 짧은 부상 이후 남부 메소포타미아 전체를 지칭하는 더 넓은 의미로 사용되었다. 특히 히브리어 성경에서 이러한 경향이 두드러지는데, 이 시기는 대체로 바빌론 유수 시기와 일치한다. 예레미야서는 칼데아인(칠십인역 Χαλδαίοι를 따른 킹 제임스 성경 칼데인; 성서 히브리어로는 카스딤 כַּשְׂדִּים)을 자주 언급한다.
하바꾹서 1:6은 그들을 "그 강포하고 맹렬한 민족"(הַגֹּוי הַמַּר וְהַנִּמְהָר)이라고 부른다. 이사야서 23:13 두에-랭스 성경은 다음과 같이 말한다. "보라 칼데아 땅을 보라 그 백성이 없었던 것 같으니 아시리아 사람들이 그것을 세웠나니 그들이 강한 자들을 사로잡아 갔고 그 집들을 파괴하였고 그것을 황폐하게 만들었도다."

## 고대 칼데아인
동셈어군을 사용하는 아카드어 사용자였던 아카드 제국의 아카드인, 아시리아인, 바빌로니아인들은 적어도 기원전 30세기부터 메소포타미아에 정착했지만, 칼데아인들은 메소포타미아 토착 민족이 아니었다. 그들은 기원전 10세기 후반 또는 9세기 초반에 레반트의 서셈어군을 사용하는 이주민들로, 이 지역의 남동쪽 끝에 정착했으며, 이전 3천년 동안의 수메르-아카드 및 아시리아-바빌로니아 메소포타미아 문명과 역사에 아무런 역할을 하지 않았다.
고대 칼데아인들은 기원전 940년경에서 860년경 사이에 메소포타미아로 이주한 것으로 보인다. 이는 기원전 1100년경 바빌로니아에 나타났던 다른 새로운 셈어군 사용자들인 아람인과 수테아인보다 약 한 세기 정도 후였다. 란 자도크에 따르면, 그들은 마리 (수메르)의 왕 아슈르-케타-레시르 2세(기원전 12세기 후반-11세기 초반)의 원통형 비문에 처음으로 역사 시대 기록에 나타나며, 이들은 기원전 11세기 초에 메소포타미아에 도달했음을 기록한다. 그들은 나중에 기원전 850년대 샬마네세르 3세 아시리아 왕의 연대기에 나타난다. 이 시기는 바빌로니아의 약화 시기였으며, 무능한 토착 왕들은 새로운 반유목민 외국 민족들이 땅을 침략하고 정착하는 것을 막을 수 없었다.
비록 이전부터 도착한 아람인들과 같은 서셈어군을 사용하는 민족 집단에 속하고 같은 레반트 지역에서 이주해 왔지만, 이들은 구별되어야 한다. 예를 들어, 아시리아 왕 센나케립은 자신의 비문에서 이들을 신중하게 구별한다.
칼데아인들은 지배적인 아시리아-바빌로니아(수메르-아카드어에서 파생된) 문화에도 불구하고 한동안 자신들의 정체성을 유지할 수 있었다. 비록 그들보다 먼저 아모리인, 카시트인, 수테아인들이 그랬던 것처럼, 기원전 539년 바빌론의 멸망 무렵에는, 아마 그 전부터, 칼데아인들은 특정한 민족으로서 존재하기를 멈추었다.
히브리어 성경에서 "갈대아 우르"(갈대아 우르)는 족장 아브라함이 가나안으로 떠나는 여정의 출발점으로 언급된다.

### 언어
고대 칼데아인들은 고대 아람어와 유사한 서셈어군 언어를 사용했을 것으로 보인다.
신아시리아 제국 시기, 기원전 8세기 중반 티글라트-필레세르 3세 아시리아 왕의 통치 아래 제국 아람어는 제국의 링구아 프랑카가 되었다. 그 결과, 후기에는 아카드어의 바빌로니아 및 아시리아 방언이 주변화되었고, 아람어가 칼데아인을 포함한 메소포타미아 전역에서, 그리고 나중에는 남부 레반트에서도 그 자리를 차지했다. 한때 널리 퍼진 이 아람어의 한 형태는 다니엘서와 에즈라기와 같은 히브리어 성경의 일부 책에서 사용되었다. 이 언어를 "칼데아어"(Chaldaic, Chaldee)라고 부르는 명칭은 예로니모(서기 420년 사망)에 의해 처음 소개되었으며, 초기 아람어 연구에서 흔하게 사용되었으나, 이 오명은 나중에 현대 학자들이 히브리어 성경에서 사용된 성서 아람어 방언이 고대 칼데아어와 밀접한 관련이 없다고 결론 내리면서 수정되었다.

### 종교
고대 칼데아인들은 "세 개의 하늘"을 믿었다.

## 역사

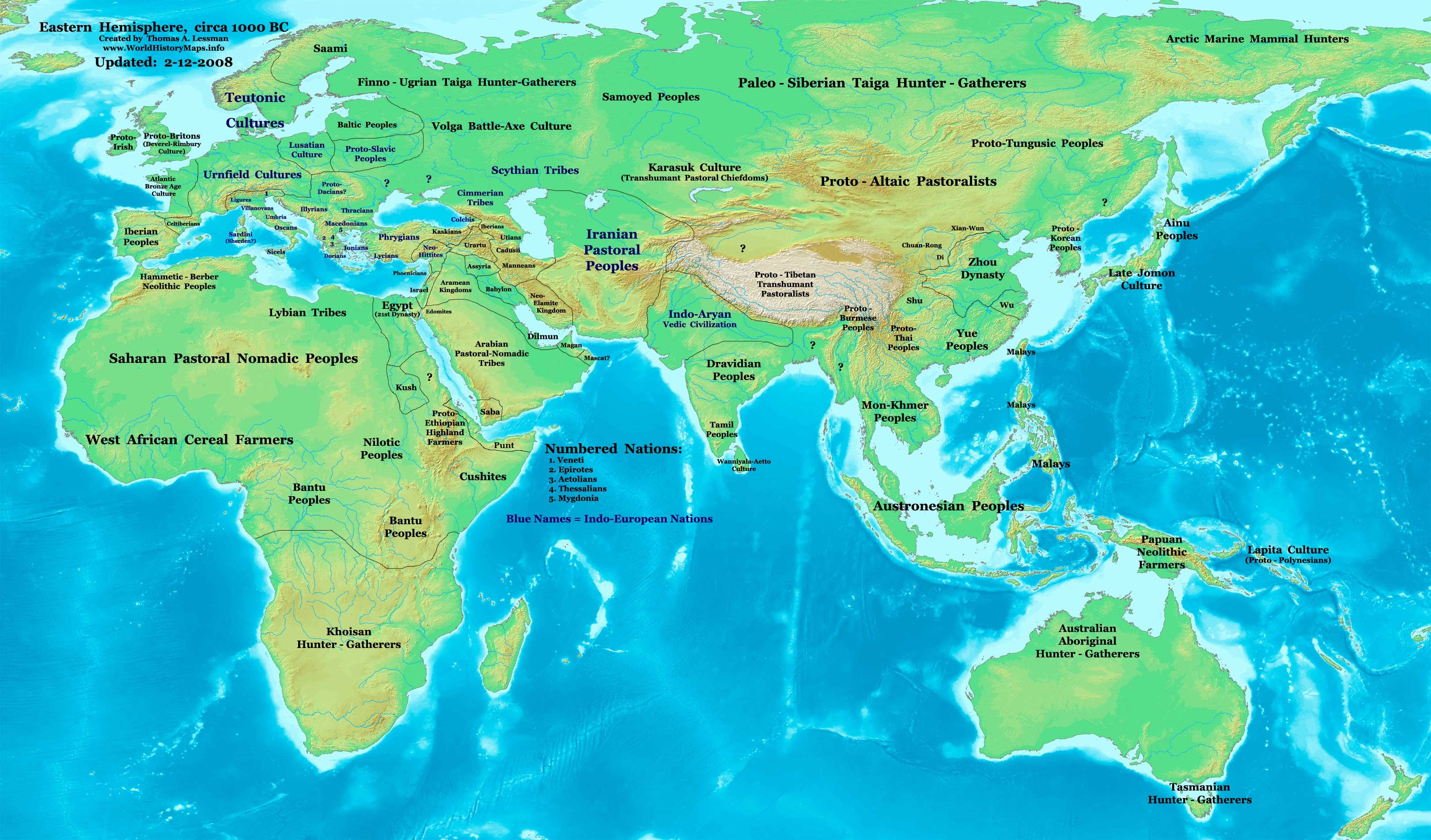
기원전 1000년경 유라시아, 바빌로니아, 아시리아, 아람 (지역) 및 인접국

칼데아인들이 결국 고향으로 삼은 지역은 페르시아만의 맨 위쪽, 비교적 빈약한 남동부 메소포타미아였다. 그들은 기원전 940년경 닌우르타-쿠두리-우수르 2세(티글라트-필레세르 2세와 동시대 인물)의 통치 종료 시점부터 기원전 855년 마르둑-자키르-슈미 1세의 통치 시작 시점 사이의 어느 알려지지 않은 시점에 레반트에서 남부 바빌로니아로 이주한 것으로 보이지만, 기원전 850년대 후반 이전에는 그들의 존재에 대한 역사적 증거가 없다.
이 지역에 정착한 후 약 한 세기 동안 이 반유목민 칼데아 부족들은 역사에 아무런 영향을 미치지 않았다. 그들은 바빌론의 토착 아카드어 사용 왕이나 어쩌면 지역적으로 영향력 있는 아람 부족들에 의해 계속해서 지배를 받았던 것으로 보인다. 이 시기 남부 메소포타미아의 주요 세력은 바빌로니아와 아시리아였으며, 동쪽에는 엘람, 그리고 칼데아인들이 도착하기 약 한 세기 전에 이미 이 지역에 정착한 아람인들이 있었다.
칼데아인의 존재에 대한 최초의 기록된 역사적 증거는 기원전 852년에 나타난다. 이는 아시리아 왕 샬마네세르 3세의 연대기에 기록되어 있는데, 그는 바빌로니아 남동부 끝을 침략하여 아무카니 부족의 족장이자 칼두 부족의 총 지도자였던 무샬림-마르둑을 정복하고, 다른 칼데아 부족인 베트-다쿠리의 족장 아디니에게서 조공을 받고 바카니 마을을 점령했다고 언급한다.
샬마네세르 3세는 바빌로니아 왕 마르둑-자키르-슈미 1세의 요청으로 바빌로니아를 침략했다. 마르둑-자키르-슈미 1세는 자신의 반란적인 친족들과 강력한 아람 부족들로부터 위협을 받아 더욱 강력한 아시리아 왕에게 도움을 청했다. 아시리아 왕에 의한 칼데아 부족들의 정복은 부수적인 일이었던 것으로 보이는데, 당시 그들은 강력한 세력이 아니었고 토착 바빌로니아 왕에게 위협이 되지 않았다.
남동부 바빌로니아의 중요한 칼두 부족과 그 지역으로는 비트-야킨(칼데아인들이 페르시아만에 처음 정착한 지역), 베트-다쿠리, 베트-아디니, 베트-아무카니, 그리고 베트-실라니가 있었다.
이때까지 칼데아 지도자들은 이미 아시리아-바빌로니아식 이름, 종교, 언어, 풍습을 채택하여, 그들이 상당 부분 아카드화되었음을 나타낸다.
칼데아인들은 그 후 72년 동안 바빌로니아인(그들 또한 아시리아 친척들에게 복속되어 있었다)의 조용한 통치를 받으며 지내다가, 기원전 780년 바빌로니아에서 처음으로 역사적 중요성을 드러내게 된다. 이때 이전에 알려지지 않은 칼데아인 마르둑-아플라-우수르가 토착 바빌로니아 왕 마르둑-벨-제리(기원전 790년–780년)로부터 왕좌를 찬탈했다. 마르둑-벨-제리는 아시리아 왕 샬마네세르 4세(기원전 783년–773년)의 봉신이었는데, 샬마네세르 4세는 당시 아시리아 내의 내전을 진압하는 데 몰두하고 있었다.
이는 신아시리아 제국 시기 바빌론에 대한 칼데아인들의 모든 미래 야망의 선례를 세웠다. 즉, 단독으로 강력한 아시리아와 직접적으로 대결하기에는 항상 너무 약했기에, 칼데아인들은 아시리아 왕들이 광대한 제국의 다른 곳에 몰두하거나 내부 분쟁에 휘말려 있을 때를 기다렸다가, 자신들보다 강한 다른 세력(주로 엘람)과 동맹을 맺고 바빌로니아를 장악하려 시도했다.
샬마네세르 4세는 마르둑-아플라-우수르를 공격하여 물리치고 북부 바빌로니아를 탈환했으며, 아시리아에 유리한 국경 조약을 강요했다. 아시리아인들은 그가 왕좌에 남도록 허용했지만, 아시리아에 종속되었다. 또 다른 칼데아인인 에리바-마르둑이 기원전 769년에 그 뒤를 이었고, 그의 아들 나부-슈마-이슈쿤이 기원전 761년에 뒤를 이었으며, 둘 다 새로운 아시리아 왕 아슈르-단 3세(기원전 772년–755년)의 지배를 받았다. 이 시기 바빌로니아는 혼란 상태에 있었던 것으로 보이는데, 북부는 아시리아에 점령되었고, 왕좌는 외국 칼데아인들에 의해 점유되었으며, 전역에서 지속적인 내란이 발생했다.
칼데아인들의 통치는 짧았다. 나보나사르(기원전 748년–734년)라는 토착 바빌로니아 왕이 기원전 748년에 칼데아 찬탈자들을 물리치고 전복시켰으며, 토착 통치를 회복하고 바빌로니아를 성공적으로 안정시켰다. 칼데아인들은 그 후 30년 동안 다시 역사의 무대에서 사라졌다. 이 시기 바빌로니아인들과 그 땅에 정착한 칼데아 및 아람 이주민 집단은 다시 강력한 아시리아 왕 티글라트-필레세르 3세(기원전 745년–727년)의 지배를 받게 되었는데, 그는 제국에 제국 아람어를 링구아 프랑카로 도입한 통치자였다. 아시리아 왕은 처음에 나보나사르와 그의 후계자인 토착 바빌로니아 왕들 나부-나딘-제리, 나부-수마-우킨 2세, 그리고 나부-무킨-제리를 그의 신하로 삼았지만, 기원전 729년부터 바빌로니아를 직접 통치하기로 결정했다. 그 뒤를 이어 샬마네세르 5세(기원전 727년–722년)도 바빌론을 직접 통치했다.
샬마네세르 5세가 사망한 후 기원전 722년에 사르곤 2세(기원전 722년–705년)가 아시리아 제국의 왕좌에 올랐을 때, 그는 자신의 영토를 방어하기 위해 고대 이란의 속국인 페르시아, 만나이, 메디아 (지역)에서 대규모 군사 작전을 펼칠 수밖에 없었다. 그는 이 지역에서 아시리아의 페르시아 및 메디아 (지역) 속국 식민지를 공격했던 스키타이족과 킴메르족을 물리쳐 몰아냈다. 동시에 이집트는 이스라엘과 가나안에서 아시리아에 대한 반란을 부추기고 지원하기 시작했고, 아시리아는 이집트인들을 처리하기 위해 병력을 파견해야 했다.
이러한 사건들은 칼데아인들이 다시 한번 스스로를 주장할 기회를 주었다. 아시리아 왕이 스키타이족과 킴메르족으로부터 이란 식민지를 방어하고 이집트인들을 남부 가나안에서 몰아내는 데 몰두하는 동안, 비트-야킨의 마르둑-아플라-이딘나 2세(성경의 므로닥-발라단)는 강력한 엘람 왕국과 토착 바빌로니아인들과 동맹을 맺고 기원전 721년에서 710년 사이에 잠시 바빌론을 장악했다. 스키타이족과 킴메르족이 격파되고, 메디아와 페르시아가 충성을 맹세했으며, 이집트인들이 남부 가나안에서 패배하고 추방되자, 사르곤 2세는 마침내 칼데아인, 바빌로니아인, 엘람인들을 상대할 수 있게 되었다. 그는 기원전 710년에 마르둑-아플라-이딘나 2세를 공격하여 폐위시키고, 그의 엘람 동맹군도 이 과정에서 물리쳤다. 아시리아인들에게 패배한 므로닥-발라단은 엘람에 있는 그의 보호자들에게 도피했다.
기원전 703년에 므로닥-발라단은 새로운 아시리아 왕 센나케립(기원전 705년–681년)의 꼭두각시였던 토착 아카드-바빌로니아 통치자 마르둑-자키르-슈미 2세로부터 잠시 왕좌를 되찾았다. 그는 키시에서 다시 한번 완패당했고, 기원전 700년 아시리아에 대한 마지막 반란 시도(이번에는 바빌론이 아니라 칼데아 부족 영토인 비트-야킨에서)가 실패한 후 엘람으로 다시 도피하여 유배지에서 사망했다. 벨-입니(기원전 703년–701년)라는 토착 바빌로니아 왕이 아시리아의 꼭두각시로 왕좌에 앉혀졌다.
아시리아 지배에 대한 다음 도전은 기원전 694년 엘람에서 왔다. 이때 네르갈-우셰집은 센나케립의 아들이자 바빌론의 왕이었던 아시리아 왕자 아슈르-나딘-슈미(기원전 700년–694년)를 폐위시키고 살해했다. 칼데아인과 바빌로니아인들은 이 시도에서 다시 한번 더 강력한 엘람 이웃들과 동맹을 맺었다. 이에 격분한 아시리아 왕 센나케립은 엘람과 칼데아를 침략하여 복속시키고 바빌론을 약탈하여 도시를 황폐화시키고 거의 파괴했다. 바빌론은 아시리아인을 포함한 모든 메소포타미아인들에게 신성한 도시로 여겨졌으며, 이 행위는 결국 센나케립이 니네베에서 니스록 신에게 기도하던 중 자신의 아들들에게 살해당하는 결과를 초래했다.
에사르하돈(기원전 681년–669년)은 센나케립의 뒤를 이어 아시리아 제국의 통치자가 되었다. 그는 바빌론을 완전히 재건하고 이 지역에 평화를 가져왔다. 그는 이집트, 누비아, 리비아를 정복하고 페르시아인, 메디아인, 파르티아인, 스키타이족, 킴메르족, 아람인, 이스라엘인, 페니키아인, 가나안인, 우라르투인, 폰투스 그리스인, 킬리키아인, 프리기아인, 리디아인, 만나이인, 아랍인에 대한 지배권을 강화했다. 그 후 60년 동안 바빌론과 칼데아는 직접적인 아시리아 통치하에 평화롭게 유지되었다. 칼데아인들은 이 시기 동안 복종하고 조용히 지냈으며, 바빌론에서 아시리아 제국에 대한 다음 주요 반란은 칼데아인, 바빌로니아인, 엘람인이 아닌, 바빌론의 아시리아 왕이자 아슈르바니팔(기원전 668년–627년), 신아시리아 제국의 새로운 통치자의 형제였던 샤마슈-슘-우킨에 의해 선동되었다.
샤마슈-슘-우킨(기원전 668년–648년)은 그의 형에게 평화롭게 복종한 지 16년 만에 바빌로니아 민족주의에 물들었고, 자신은 아시리아인이었음에도 불구하고 제국의 수도는 니네베나 아수르가 아닌 바빌론이어야 한다고 선언했다.
기원전 652년에 그는 자신의 형 아슈르바니팔에 대한 복종을 거부하는 민족들의 강력한 연합을 일으켰다. 이 동맹에는 바빌로니아인, 페르시아인, 칼데아인, 메디아, 엘람인, 술탄, 아람인, 이스라엘인, 아랍인 및 가나안인이 포함되었고, 아시리아인들 중 일부 불만을 품은 세력도 있었다. 5년간의 치열한 투쟁 끝에 아시리아 왕은 기원전 648년에 반란을 일으킨 형을 물리쳤고, 엘람은 완전히 파괴되었으며, 바빌로니아인, 페르시아인, 메디아인, 칼데아인, 아랍인 등은 혹독한 처벌을 받았다. 이후 칸달라누라는 아시리아 총독이 아슈르바니팔을 대신하여 바빌론의 왕좌에 앉았다. 다음 22년은 평화로웠고, 바빌로니아인이나 칼데아인 모두 아슈르바니팔의 지배에 위협이 되지 않았다.
그러나 강력한 아슈르바니팔(그리고 칸달라누)이 기원전 627년에 사망한 후, 신아시리아 제국은 몰락의 원인이 될 치열한 내부 왕조 내전의 연속으로 빠져들었다.

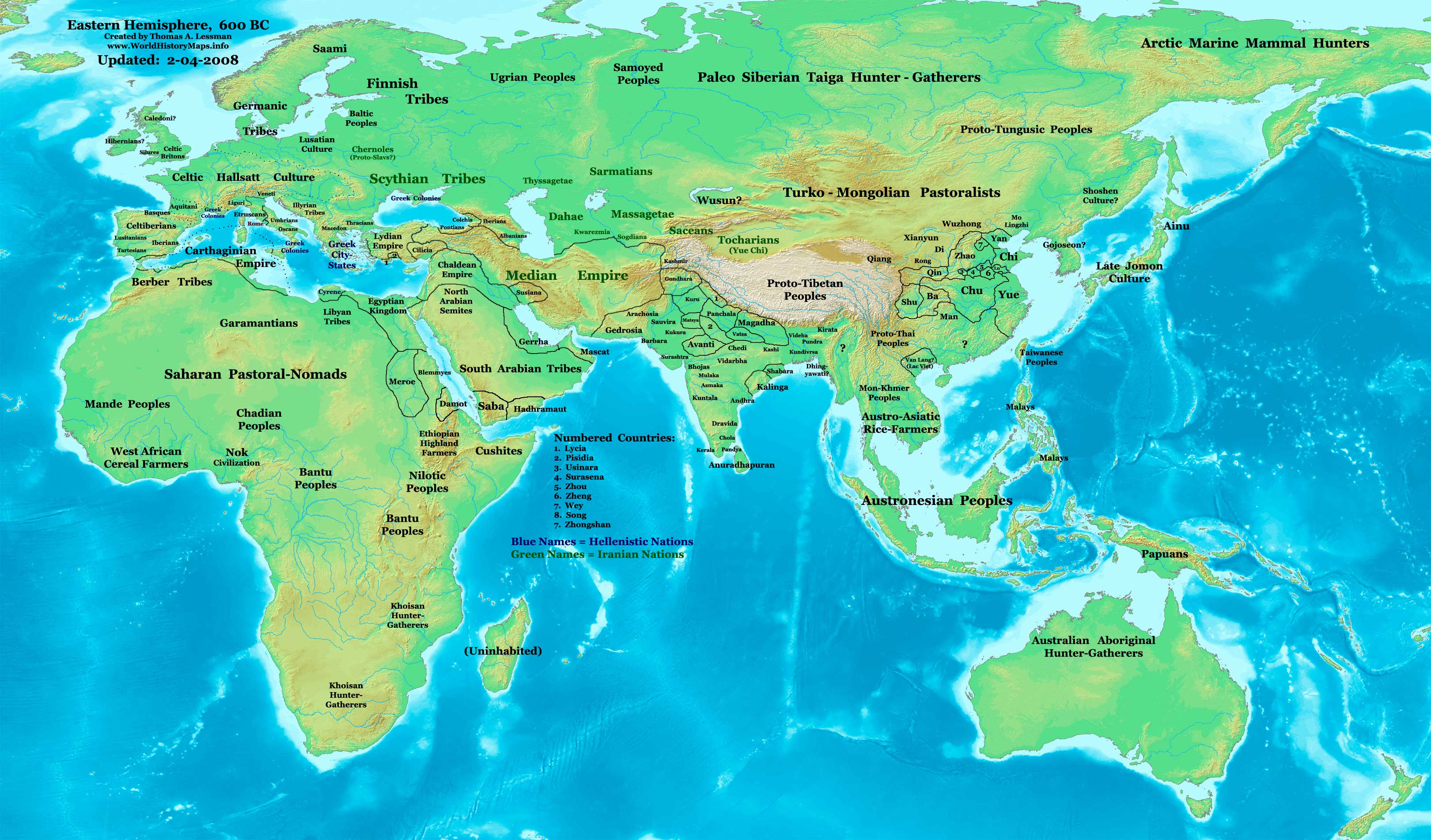
기원전 600년경 유라시아, 신바빌로니아 제국(칼데아 제국)과 그 이웃 국가들

아슈르-에틸-일라니(기원전 626년–623년)는 기원전 626년에 제국 왕좌에 올랐으나, 즉시 경쟁자들의 선동으로 격렬한 반란의 소용돌이에 휩싸였다. 그는 기원전 623년에 신-슈무-리시르(기원전 623년–622년)라는 아시리아 장군(투르타누)에 의해 폐위되었고, 신-슈무-리시르는 바빌론의 왕으로 선포되기도 했다. 아슈르-에틸-일라니의 형제인 신-샤르-이슈쿤(기원전 622년–612년)은 기원전 622년에 신-슈무-리시르로부터 제국의 왕좌를 되찾았으나, 그 후 자신의 백성들의 끊임없는 반란에 직면했다. 아시리아인들 사이의 끊임없는 분쟁은 키프로스에서 페르시아, 캅카스에서 이집트에 이르기까지 수많은 속국 민족들이 조용히 독립을 재확인하고 아시리아에 대한 조공을 중단하는 결과를 초래했다.
이전에 알려지지 않았던 칼데아 추장 나보폴라사르는 아시리아와 바빌로니아를 휩쓴 혼돈과 무정부 상태를 이용하여 기회주의적인 전술을 펼쳤고, 기원전 620년에 바빌론 토착민들의 도움을 받아 바빌론 도시를 점령했다.
신-샤르-이슈쿤은 강력한 군대를 모아 바빌론으로 진군하여 이 지역의 통제권을 되찾으려 했다. 나보폴라사르는 또 다른 대규모 아시리아 반란이 아시리아 본토, 즉 수도 니네베를 포함하여 발생했기 때문에 멸망의 위기에서 벗어날 수 있었다. 이로 인해 아시리아 왕은 반란을 진압하기 위해 회군해야 했다. 나보폴라사르는 이 상황을 이용하여 기원전 619년에 바빌로니아에서 친아시리아 세력의 핵심 거점이었던 고대 도시 니푸르를 점령하여 바빌로니아 전체를 장악했다.
그러나 그의 입지는 여전히 불안정했고, 기원전 620년부터 615년까지 바빌로니아 중심부에서는 치열한 전투가 계속되었으며, 아시리아군은 나보폴라사르를 축출하기 위해 바빌로니아에 주둔했다. 나보폴라사르는 역공을 시도하여 기원전 616년 자신의 군대를 아시리아 본토로 진격시켜 아수르와 아라파(현대 키르쿠크)를 포위하려 했으나, 신-샤르-이슈쿤에게 패배하여 아시리아 최남단 이디클라트(현대 티크리트)에서 쫓겨난 후 바빌로니아로 후퇴했다. 그 후 교착 상태가 이어진 것으로 보인다. 나보폴라사르는 아시리아의 약해진 상태에도 불구하고 아시리아 본토로 진격하지 못했고, 신-샤르-이슈쿤은 자신의 백성들 사이의 끊임없는 반란과 내전으로 인해 나보폴라사르를 바빌로니아에서 축출하지 못했다.
나보폴라사르의 입지, 그리고 아시리아 제국의 운명은 그가 아시리아의 옛 봉신 중 하나인 메디아와 동맹을 맺으면서 결정되었다. 메디아는 당시 페르시아가 될 지역의 지배적인 민족이었다. 메디아의 키악사레스 또한 최근 아시리아 제국의 무정부 상태를 이용했으며, 공식적으로는 아시리아의 봉신이었지만, 이때를 틈타 이란족인 메디아, 페르시아인, 사가르티아인, 파르티아인들을 강력한 메디아 주도 세력으로 통합했다. 메디아인, 페르시아인, 파르티아인, 칼데아인, 바빌로니아인들은 북쪽의 스키타이족과 킴메르족을 포함하는 동맹을 형성했다.
신-샤르-이슈쿤이 아시리아 내의 반군과 남부 메소포타미아의 칼데아인 및 바빌로니아인들과 싸우는 동안, 키악사레스(이때까지는 아시리아의 봉신이었다)는 스키타이족 및 킴메르족과 동맹을 맺어 기원전 615년 내전에 시달리던 아시리아에 기습 공격을 감행하여 칼후(성경의 칼라/님루드)를 약탈하고 아라파(현대 키르쿠크)를 점령했다. 남부 메소포타미아에 묶여 있던 나보폴라사르는 아시리아에 대한 이러한 주요 돌파구에 참여하지 않았다. 그러나 이때부터 메디아인, 페르시아인, 칼데아인, 바빌로니아인, 사가르티아인, 스키타이족, 킴메르족의 동맹은 아시리아에 맞서 단합하여 싸웠다.
아시리아의 심각한 약화에도 불구하고 치열한 싸움이 계속되었다. 기원전 614년 내내 동맹군은 아시리아 본토로 계속 진격했지만, 기원전 613년 아시리아인들은 어떻게든 전열을 가다듬어 메디아-페르시아, 바빌로니아-칼데아, 스키타이-킴메르 연합군에 대한 여러 차례 반격 승리를 거두었다. 이는 이에 맞선 연합군이 단합하여 기원전 612년에 대규모 연합 공격을 감행하여 마침내 기원전 612년 후반 니네베를 포위하고 약탈하여 이 과정에서 신-샤르-이슈쿤을 살해하는 결과를 낳았다.
새로운 아시리아 왕 아슈르-우발리트 2세(기원전 612년–605년)는 니네베의 시가전 속에서 왕좌에 올랐고, 연합군 통치자들에게 봉신이 되라는 요청을 거부했다. 그는 니네베를 뚫고 북아시리아 도시 하란 (튀르키예)에 도달하여 새로운 수도를 세웠다. 아시리아는 기원전 605년까지 7년 더 저항했는데, 이때 아시리아 잔존군과 고대 이집트 군대(그들의 이집트 제26왕조는 아시리아인들과 짧은 동맹 연합을 형성했었다)가 카르케미시에서 패배했다. 나보폴라사르와 그의 메디아, 스키타이, 킴메르 동맹군이 이제 거대한 신아시리아 제국의 대부분을 차지하게 되었다. 이집트인들은 뒤늦게 아시리아를 도우러 왔는데, 이는 이집트와 바빌론, 메디아, 페르시아의 새로운 세력 사이에 안전한 완충지대 역할을 할 아시리아를 지원하려 했기 때문이었다. 이집트는 이미 스키타이족의 약탈을 경험한 바 있었다.
이제 칼데아의 바빌론 왕은 남부 메소포타미아 전체를 다스렸고(북부 아시리아는 메디아인들이 다스렸다), 아람 (지역) (시리아), 페니키아, 이스라엘, 키프로스, 에돔, 블레셋, 그리고 아라비아 일부 지역의 옛 아시리아 영토를 다스렸으며, 메디아인들은 고대 이란, 소아시아, 캅카스의 옛 아시리아 식민지를 장악했다.
나보폴라사르는 카르케미시 승리 1년 후인 기원전 604년에 사망하여 자신의 성공을 오래 누리지 못했다. 그의 아들이 뒤를 이었으며, 그는 무관한 기원전 12세기 토착 아카드-바빌로니아 왕 네부카드네자르 1세의 이름을 따서 네부카드네자르 2세라는 이름을 취했다. 이는 이주민 칼데아인들이 토착 메소포타미아 문화에 얼마나 깊이 스며들었는지를 보여준다.
네부카드네자르 2세와 그의 동맹국들은 아마도 두르-카틀림무 내외에 기반을 둔 아시리아 저항 세력의 잔재를 처리해야 했을 것이다. 아시리아 제국 기록에 따르면 이 지역에서는 기원전 604년에서 599년 사이에 날짜가 계속 기록되어 있기 때문이다. 게다가 이집트인들은 고대 이집트 제국의 아시아 식민지를 부활시키기 위해 이 지역에 남아 있었다.
네부카드네자르 2세는 칼데아 통치자들 중 가장 위대한 인물임을 증명했으며, 또 다른 비토착 통치자인 기원전 18세기 아모리인 왕 함무라비와 견줄 만한 바빌론의 위대한 왕이었다. 그는 도시들의 후원자이자 화려한 건축가였으며, 바빌로니아의 모든 주요 도시를 호화롭게 재건했다. 그의 바빌론 건축 활동은 이전 아시리아 왕 에사르하돈의 주요하고 인상적인 재건축을 확장하여, 바빌론을 거대하고 아름다운 전설의 도시로 만드는 데 기여했다. 바빌론은 8 km2 (3 mi2)이 넘는 면적을 차지했으며, 해자로 둘러싸이고 이중 성벽으로 둘러싸여 있었다. 유프라테스강은 도시의 중심을 가로질러 아름다운 돌다리가 놓여 있었다. 도시 중심에는 "하늘과 땅 사이의 경계의 집"이라 불리는 거대한 지구라트인 에테멘앙키가 우뚝 솟아 있었는데, 이는 마르둑 신전 옆에 위치했다. 그는 또한 많은 역사가들에 의해 아내를 위해 바빌론의 공중 정원을 건설했다고 믿어진다(일부 학자들은 이 정원이 훨씬 이전에 니네베의 아시리아 왕에 의해 건설되었다고 믿지만). 이 아내는 푸른 산에서 온 메디아 공주였기에 고향처럼 느끼게 해주기 위함이었다.
유능한 지도자였던 네부카드네자르 2세는 성공적인 군사 작전을 수행했다. 티레, 시돈, 다마스쿠스와 같은 도시들이 정복되었다. 그는 또한 소아시아에서 스키타이족, 킴메르족, 리디아인에 대한 수많은 작전을 수행했다. 아시리아 친족들처럼 바빌로니아인들도 식민지를 통제하기 위해 매년 원정을 벌여야 했다.
기원전 601년, 네부카드네자르 2세는 이집트인들과 주요하지만 결정적이지 않은 전투에 참여했다. 기원전 599년에는 아라비아를 침공하여 케다르에서 아랍인들을 격파했다. 기원전 597년에는 유다 왕국을 침공하여 예루살렘 공방전 (기원전 597년) 후 예루살렘을 점령하고 그 왕 여호야긴을 폐위시켜 이스라엘인들을 바빌론 유수로 끌고 갔다. 이집트와 바빌론 군대는 네부카드네자르의 통치 기간 내내 근동의 지배권을 놓고 싸웠으며, 이는 유다의 왕 시드키야가 반란을 일으키도록 부추겼다. 18개월간의 포위 공격 후 예루살렘은 기원전 587년에 함락되었고, 수천 명의 유대인들이 바빌론으로 추방되었으며, 솔로몬의 성전은 완전히 파괴되었다.
네부카드네자르는 통치 기간 내내 파라오 프삼티코스 2세와 아프리에스와 성공적으로 싸웠으며, 파라오 아마시스 2세 통치 기간인 기원전 568년에는 이집트 자체를 잠시 침공했을 수도 있다는 소문이 있다.
기원전 572년까지 네부카드네자르는 바빌로니아, 칼데아, 아람 (지역)(시리아), 페니키아, 이스라엘, 유다 왕국, 블레셋, 사마라 (이라크), 요르단, 북부 아라비아, 그리고 소아시아 일부 지역을 완전히 장악했다. 네부카드네자르는 기원전 562년에 아들 아멜-마르두크와 1년간 공동 통치한 후 병으로 사망했으며, 아멜-마르두크는 단 2년의 통치 후 기원전 560년에 폐위되었다.

### 칼데아 왕조의 종말
네르갈-샤르-우수르는 아멜-마르두크의 뒤를 이었다. 그는 나보폴라사르의 후손과 혈연관계가 없었으며, 왕가와 결혼했으므로 그가 실제로 민족적인 칼데아인인지 또는 토착 바빌로니아 귀족인지는 불분명하다. 그는 바빌로니아의 이익을 위협하던 킬리키아의 그리스인 주민들에 대해 성공적인 군사 작전을 수행했다. 네르갈-샤르-우수르는 단 4년 동안 통치했으며, 기원전 556년에 어린 라바시-마르둑이 뒤를 이었다. 다시 말하지만, 그가 칼데아인인지 토착 바빌로니아인인지는 불분명하다.
라바시-마르둑은 몇 달 동안만 통치하다가 기원전 556년 후반에 나보니두스에 의해 폐위되었다. 나보니두스는 확실히 칼데아인이 아니었고, 아시리아의 마지막 수도였던 하란 (튀르키예) 출신의 아시리아인이었으며, 바빌론의 마지막 토착 메소포타미아 왕임이 입증되었다. 그와 그의 아들, 섭정 벨사살은 기원전 539년에 키루스 2세의 페르시아인들에게 폐위되었다.
바빌로니아 제국이 페르시아 아케메네스 제국에 흡수되면서, "칼데아인"이라는 이름은 특정 민족이나 지역을 지칭하는 의미를 잃었지만, 한동안 남부 메소포타미아의 점성술사와 천문학자라는 사회 계층을 묘사하는 용어로만 명시적으로 사용되었다. 원래 칼데아 부족은 오래전에 아카드화되어 아카드 문화, 종교, 언어, 풍습을 채택하여 다수 토착민과 섞였으며, 결국 이전의 아모리인, 카시트인, 수테아인, 바빌로니아의 아람인과 같은 다른 이주 민족들처럼 독특한 민족으로서 완전히 사라졌다.
페르시아인들은 이 칼데아 사회 계층이 읽고 쓰는 데 능하며, 특히 모든 형태의 주술, 요술, 위치크래프트, 마법에 정통하다고 여겼다. 그들은 점성술사와 천문학자를 칼데아인이라고 불렀으며, 이러한 특정 의미로 다니엘서(단 1:4, 2:2 등)와 스트라본과 같은 고전 작가들이 사용했다.
칼데아인이 민족으로서, 칼데아가 지역으로서 사라졌다는 사실은 아케메네스 제국(기원전 539년–330년)의 페르시아 통치자들이 "칼데아"라는 주를 유지하지 않았고, 자신들의 기록 연대기에서 "칼데아인"을 민족으로 언급하지 않았다는 점에서 증명된다. 이는 아시리아와 한때 바빌로니아도 마찬가지였는데, 페르시아인들은 아케메네스 제국 내에서 지정학적 실체를 지정하는 이름으로 아시리아와 바빌로니아를 유지했다. 특히 아시리아인의 경우, 아케메네스 기록에 따르면 아시리아인들이 제국 내에서 중요한 직책, 특히 군사 및 민정에서 중요한 직책을 맡고 있었다.

## 유산
칼데아인들이 사라진 지 오랜 시간이 지났음에도 불구하고, "칼데아인"이라는 용어는 마르쿠스 툴리우스 키케로(기원전 106년–43년) 시대에도 여전히 사용되었다. 그의 연설 중 하나에서 그는 "칼데아인 점성술사들"을 언급했고, 그의 《De Divinatione》에서도 여러 번 그들을 언급했다. 점성술과 천문학 지식으로 구별되는 이들을 언급하는 다른 고전 라틴 작가로는 가이우스 플리니우스 세쿤두스, 발레리우스 막시무스, 아울루스 겔리우스, 대 카토, 루크레티우스, 데키무스 유니우스 유베날리스 등이 있다. 호라티우스는 그의 카르페 디엠 송가에서 미래에 대해 상담하는 점성술사들의 천궁도인 "바빌로니아 계산"(Babylonii numeri)에 대해 언급한다.
고대 후기에는 성경의 일부 책에서 사용된 아람어 변형이 예로니모에 의해 칼데아어로 잘못 명명되었다. 이 부정확한 용법은 수세기 동안 서유럽에서 이어졌으며, 19세기까지도 관습적으로 사용되었으나, 나중에 학자들에 의해 이 오명이 수정되었다. 그러나 서아시아, 그리스, 히브리 자료에서는 메소포타미아에서 사용된 언어를 일반적으로 "아시리아어"라고 불렀고, 나중에는 "시리아어"라고도 불렀다. 따라서 현재 이라크 및 인근 국가의 기독교인에 대한 가장 초기의 기록된 "서양" 언급에서는 "칼데아인"이 그들의 언어와 관련하여 사용되었다. 1220/1년에 자크 드 비트리는 "그들은 마리아 (예수의 어머니)가 천주의 성모임을 부인하고 그리스도가 두 인격으로 존재한다고 주장했다. 그들은 발효된 빵을 성찬례에 사용했으며 '칼데아'(시리아) 언어를 사용했다"고 기록했다. 15세기에는 "칼데아인"이라는 용어가 키프로스에 거주하며 성좌 (가톨릭)과 연합한 아시리아인들에게 처음으로 특별히 적용되었으며, 더 이상 단순히 그들의 언어를 지칭하는 것이 아니라 칼데아 가톨릭교회라는 새로운 교회의 이름으로 사용되었다.

### 아시리아 정체성에 미치는 영향
수년간 역사에서 사라졌던 이 이름은 칼데아 가톨릭교회가 형성되면서 부활했다. 이 교회는 메소포타미아 남동부의 오래전에 멸종된 칼데아 부족이 세우고 채운 것이 아니라, 동방교회의 일원이었던 아시리아인 집단이 성좌 (가톨릭)과 통공하면서 메소포타미아 북부에 세워졌다.
로마 교황청에 의한 명칭 부여는 히브리 전통에서 아브라함의 출생지로 알려진 북부 메소포타미아의 우르 카스딤을 갈대아 우르로 오해했기 때문이며, 동방 교회 및 시리아 정교회와의 연관성 때문에 아시리아인, 동아시리아인, 동시리아인, 네스토리우스파와 같은 이전 용어 사용을 꺼렸기 때문인 것으로 여겨진다. 현대에 와서 칼데아는 칼데아인들을 아시리아인과 별개의 민족으로 선언하려는 시도와 연관되어 왔는데, 이는 그들의 혈통이 남부 바빌로니아에 기반을 두고 있다는 믿음 때문이다. 칼데아 가톨릭교회의 일부 종교 지도자들과 서방의 활동가들은 이러한 개념에 기반하여 별개의 정체성을 옹호했지만, 역사가들과 국제기구들은 유전적, 언어적, 지리적, 현대사적 요인으로 인해 칼데아인들을 일반적으로 아시리아인으로 간주한다.
그러나 칼데아가 멸망한 후 메소포타미아의 나머지 지역(특히 북부)에서는 "아시리아인"과 그 파생어인 시리아인이 아람어를 사용하는 주민들을 지칭하는 일반적인 민족 용어로 남아 있었다. 이 용어는 이라크, 동북 시리아, 동남 튀르키예, 동북 이란에서 기독교가 전래되기 전후 모두 주민들과 그들의 페르시아인, 아르메니아인, 아랍인, 그리스인, 조지아인, 쿠르드인 이웃들에 의해 사용되었다. 이 지역에서의 아시리아 연속성은 잘 기록되어 있다.

## 참고 자료
- Baum, Wilhelm; Winkler, Dietmar W. (2003). 《The Church of the East: A Concise History》. London-New York: Routledge-Curzon. ISBN 9781134430192.
- Brinkman, John A. (1977). 《Notes on Arameans and Chaldeans in Southern Babylonia in the Early Seventh Century B.C.》. 《Orientalia》 46. 304–325쪽. JSTOR 43074768.
- Dever, William G. (2002), 《What Did the Biblical Writers Know, and when Did They Know It?: What Archaeology Can Tell Us about the Reality of Ancient Israel》, Wm. B. Eerdmans Publishing, ISBN 978-0-8028-2126-3
- Gallagher, Edmon L. (2012). 《Hebrew Scripture in Patristic Biblical Theory: Canon, Language, Text》. Leiden-Boston: Brill. ISBN 9789004228023.
- McCurdy, J. Frederic; Rogers, Robert W. (1902), 〈Chaldea〉,   Singer, Isidore;  외., 《The Jewish Encyclopedia》 3, New York: Funk & Wagnalls, 661–662쪽
- Lenorman, Francois (1877), 《Chaldean Magic: Its Origin and Development》, London: Samuel Bagster & Sons
- Moore, Megan Bishop; Kelle, Brad E. (2011), 《Biblical History and Israel's Past》, Eerdmans, ISBN 978-0-8028-6260-0
- Nöldeke, Theodor (1871). 《Die Namen der aramäischen Nation und Sprache》. 《Zeitschrift der Deutschen Morgenländischen Gesellschaft》 25. 113–131쪽. JSTOR 43366019.
- Prince, John Dyneley (1911), 〈Chaldaea〉,   Chisholm, Hugh, 《브리태니커 백과사전》 5 11판, 케임브리지 대학교 출판부, 804쪽
- Roux, Georges (1992년 8월 27일). 《Ancient Iraq》 (영어). Penguin Books Limited. ISBN 978-0-14-193825-7.
- Sayce, Archibald Henry (1878), 〈Babylon—Babylonia〉, 《브리태니커 백과사전》 5 9판, 182–194쪽
- Sayce, Archibald Henry (1878), 〈Chaldea〉,   Baynes, T.S., 《브리태니커 백과사전》 5 9판, 뉴욕: Charles Scribner's Sons, 372쪽
- Vanderhooft, David S. (2017). 〈Depictions of כשדים ‘Chaldeans’ in Judean Prophecy and Historiography〉. 《Now It Happened in Those Days: Studies in Biblical, Assyrian, and Other Ancient Near Eastern Historiography》. Winona Lake: Eisenbrauns. 171–182쪽.
- Zadok, Ran (2017). 〈A Cylinder Inscription of Aššur-ketta-lēšir II〉.   Baruchi-Unna, Amitai; Forti, Tova; Aḥituv, Shmuel; Ephʿal, Israel; Tigay, Jeffrey H. 《Now It Happened in Those Days: Studies in Biblical, Assyrian, and Other Ancient Near Eastern Historiography》. Winona Lake: Eisenbrauns. 309–340쪽. ISBN 978-1575067612.
- Ragozin, Zénaïde A. (1886). 《Chaldea from the earliest times to the rise of Assyria》. London: Unwin.
- Saggs, Henry W. F. (1996). 《Chaldeans in the Nimrud Letters》. 《Wiener Zeitschrift für die Kunde des Morgenlandes》 86. 379–390쪽. JSTOR 23864750.